# Kukenwert
Kukenwert is een niet-geïdentificeerde wierde tussen Warffum en Middelstum. Hij wordt genoemd in 944 in de goederenregisters van de Abdij van Werden.
De naam heeft volgens Wobbe de Vries mogelijk de stam kuk en zou dan 'kuikenwierde' kunnen betrekenen. Recentere verklaringen gaan echter uit van een persoonsnaam. Mogelijk houdt deze naam verband met het Kokshuis en het Koksmaar bij Stitswerd.